# Estação Ferroviária de Sabugo
A Estação Ferroviária de Sabugo é uma gare da Linha do Oeste, que serve a freguesia de Almargem do Bispo, no distrito de Lisboa, em Portugal.

## Descrição

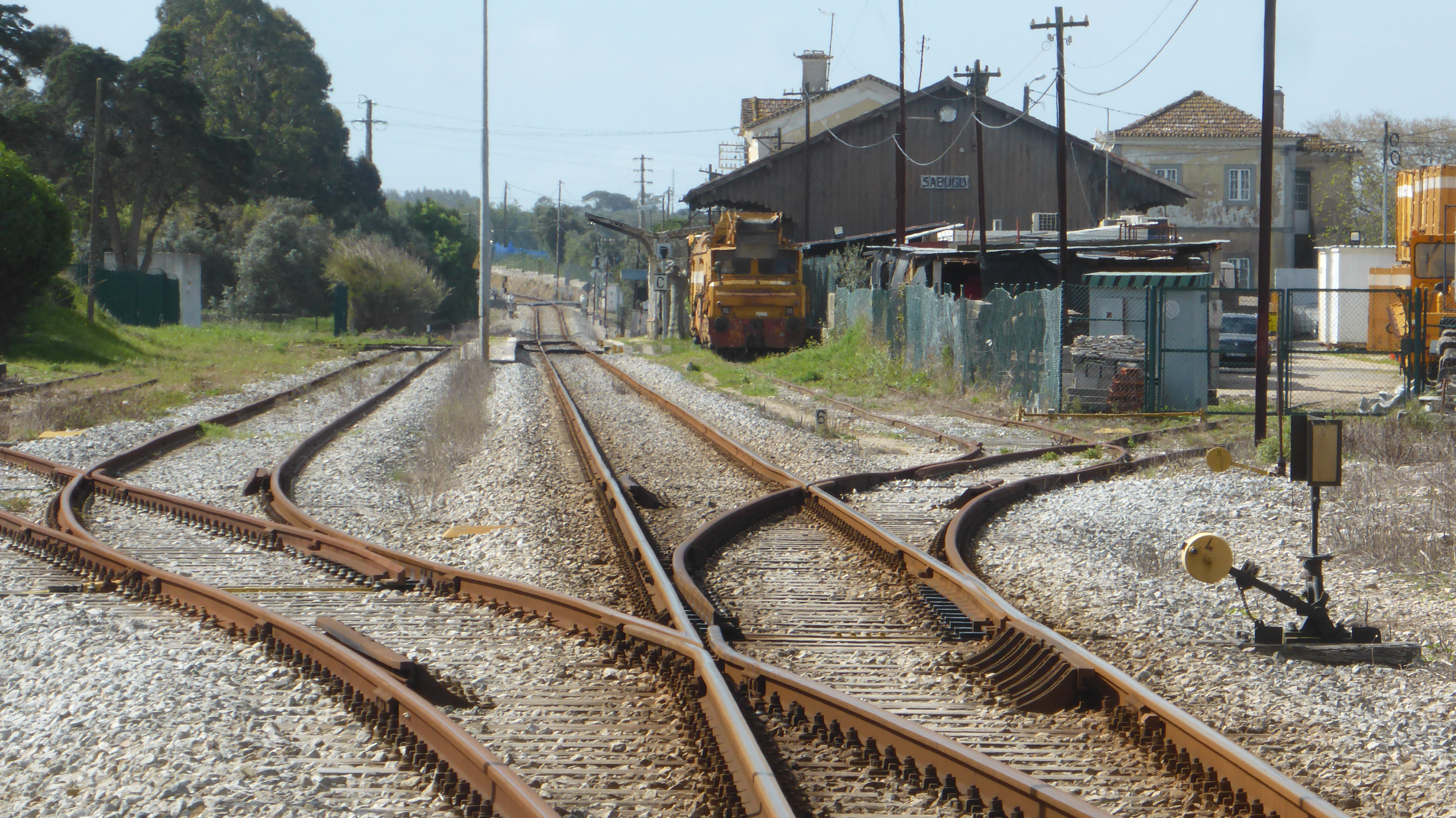
Vista geral das vias, do lado norte, em 2017; à esquerda o acesso à Siemens.

### Localização e acessos
Esta interface situa-se na Rua da Estação, na junção entre as freguesias de Almargem do Bispo e Pero Pinheiro, no concelho de Sintra, junto à localidade de Abelheira, e dista 1,2 km do centro da povoação nominal; no extremo oposto dos duzentos metros desta Rua da Estação, onde a mesma entronca na EN117, situam-se as paragens mais próximas de transporte rodoviário coletivo de passageiros.

### Infraestrutura
Esta interface apresenta duas vias de circulação, identificadas como I e II, com 487 e 572 m de extensão e acessíveis por plataforma de 246 m de comprimento e 45 cm de altura: a via principal é servida por ambas as plataformas. A estação possui igualmente uma segunda via de resguardo e também uma via de cais e uma via de topo — identificadas como III, IV, e V, com comprimentos de 229, 182, e 100 m, estando as duas últimas habitualmente ao serviço do material circulante da Fergrupo.
O edifício de passageiros situa-se do lado poente da via (lado esquerdo do sentido ascendente, a Figueira da Foz).
Junto à estação existe um pontão ferroviário sobre a Ribeira dos Ferreiros.

Até ao encerramento deste, esta estação funcionou como ponto de entroncamento do ramal particular Siemens-Sabugo com a Linha do Oeste.[carece de fontes?]

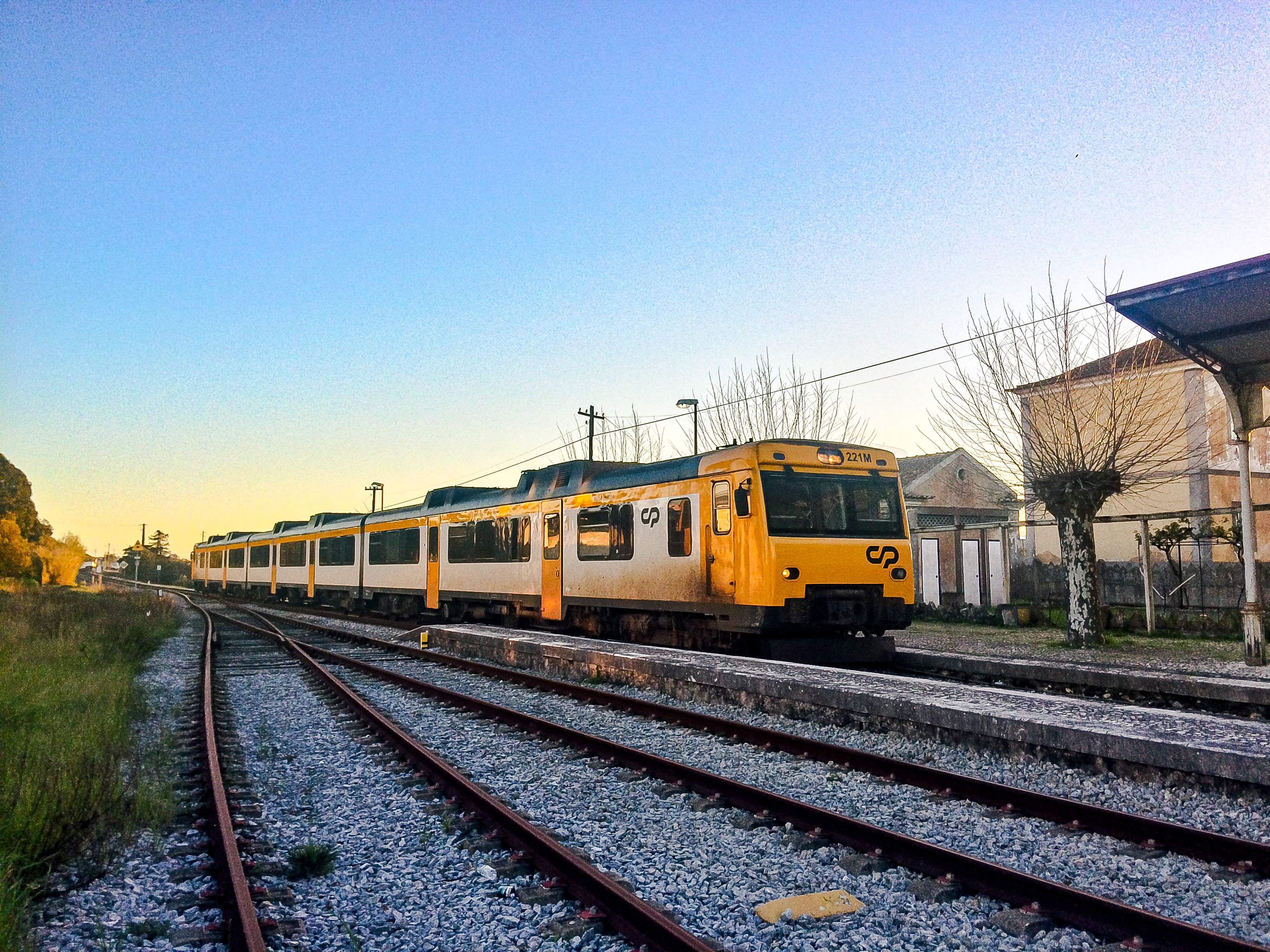
Automotora 0592 no Sabugo, em 2017.

### Serviços
Em dados de 2023, esta interface é servida por comboios de passageiros da C.P. tipicamente com oito circulações diárias em cada sentido, entre Caldas da Rainha ou Coimbra-B ou Figueira da Foz e Lisboa - Santa Apolónia ou Mira Sintra - Meleças; estes serviços são maioritariamente de tipo regional, havendo uma circulação diária em cada sentido de tipo inter-regional (Lisboa-Caldas).

## História

### Século XIX
Esta interface faz parte do troço da Linha do Oeste entre Agualva-Cacém e Torres Vedras, que entrou ao serviço em 21 de Maio de 1887, pela Companhia Real dos Caminhos de Ferro Portugueses.

### Século XX

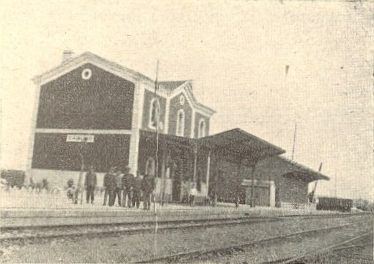
Fotografia da estação, na década de 1930.

Em 18 de Outubro de 1936, realizou-se uma festa de inauguração após várias terem sido feitas várias obras de modificação nesta interface, durante a qual se homenagearam três ferroviários da Companhia dos Caminhos de Ferro Portugueses. Estas alterações, organizadas pelo chefe da estação, Carlos José da Costa, contemplaram uma sala de espera, um gabinete de serviço, e um jardim. A cerimónia iniciou-se com a chegada de Lima Henrique, director geral, e de outros altos funcionários da Companhia, e do presidente da Câmara Municipal de Sintra, Álvaro de Miranda e Vasconcelos, no comboio das 10 e 30, tendo-se seguido uma sessão solene onde foram descerrados os retratos dos ferroviários homenageados; a seguir, foram inaugurados os melhoramentos na estação, e visitados os jardins. Depois visitaram-se as pedreiras em Pero Pinheiro, e o evento foi concluído com um almoço oferecido pelo chefe da estação.
Em 26 de Dezembro de 1936, uma comissão formada por utilizadores da estação, tinha entregue uma petição à Companhia dos Caminhos de Ferro Portugueses, com mais de uma centena de assinaturas de particulares e comerciais, pedindo que fosse atrelada uma carruagem mista a um comboio de mercadorias, para servir o Sabugo e outras localidades. A comissão criticava a forma como não existia um comboio servindo aquelas localidades que chegasse a Lisboa antes das nove da manhã, criando problemas aos estudantes e trabalhadores, levando à deslocalização dos habitantes para a capital. Em 6 de Março de 1937, a Comissão de Proprietários do Sabugo e Vale de Lobos pediu novamente à CP para ser satisfeito o seu pedido, prevendo que esta medida iria aumentar consideravelmente o tráfego desta estação, já no Verão seguinte.
Em 25 de Março de 1937, foi realizada nesta estação uma cerimónia pelo cinquentenário da inauguração do lanço entre Agualva-Cacém e Torres Vedras, tendo a estação sido decorada para o efeito. A cerimónia iniciou-se logo de manhã, com o lançamento de foguetes, e à noite houve um banquete, presidido pelo director da Gazeta dos Caminhos de Ferro, onde foi homenageado o chefe da estação, Carlos José da Costa. Terminou com uma verbena junto da estação, com música de uma banda de jazz de Lisboa.

### Século XXI
No troço da Linha do Oeste entre Meleças e Torres Vedras, a estação de Sabugo foi a única que, em inícios do século, não foi modernizada, tendo mantido as vias de resguardo e de topo: Em dados de Janeiro de 2011, estas duas vias de circulação tinham com 318 e 320 m de comprimento e as plataformas apresentavam ambas 150 m de extensão, tendo a primeira 25 cm de altura, e a segunda, 30 cm — valores mais tarde alterados para os atuais.

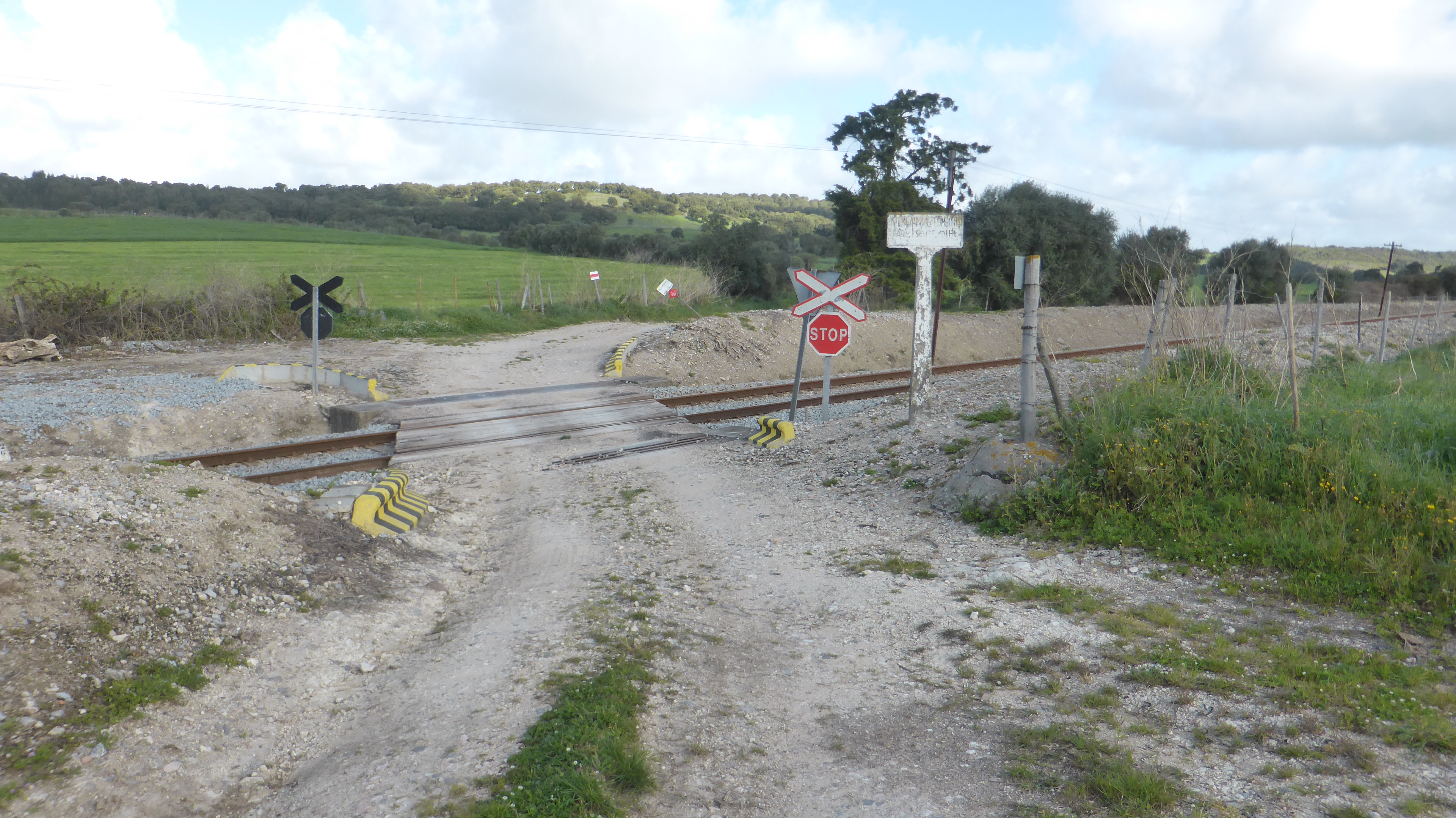
uma das passagens de nível a suprimir junto à estação do Sabugo.

Nos finais da década de 2010 foi finalmente aprovada a modernização e eletrificação da Linha do Oeste; no âmbito do projeto de 2018 para o troço a sul das Caldas da Rainha, a Estação do Sabugo irá ser alvo de remodelação a nível das plataformas e respetivo equipamento, sendo parte de um dos dois segmentos de a duplicar (Desvio Ativo 1: PK 20+700 a PK 30+450), prevendo-se também a instalação de um sistema ATV — sinalização para atravessamento de via seguro (ao PK 25+396); serão igualmente construídas duas passagens superiores nas imediações de estação: a de Sabugo Sul (ao PK 25+080) e a de Sabugo Norte (ao PK 26+556), e serão eliminadas quatro passagens de nível (aos PK 24+991, 25+715, 26+607, e 28+420).

Documentação oficial publicada em finais de 2022 indicava já esta estação como tendo as vias de circulação eletrificadas em toda a sua extensão, o que não se verificava in situ.[carece de fontes?]